# 凯夫拉维克

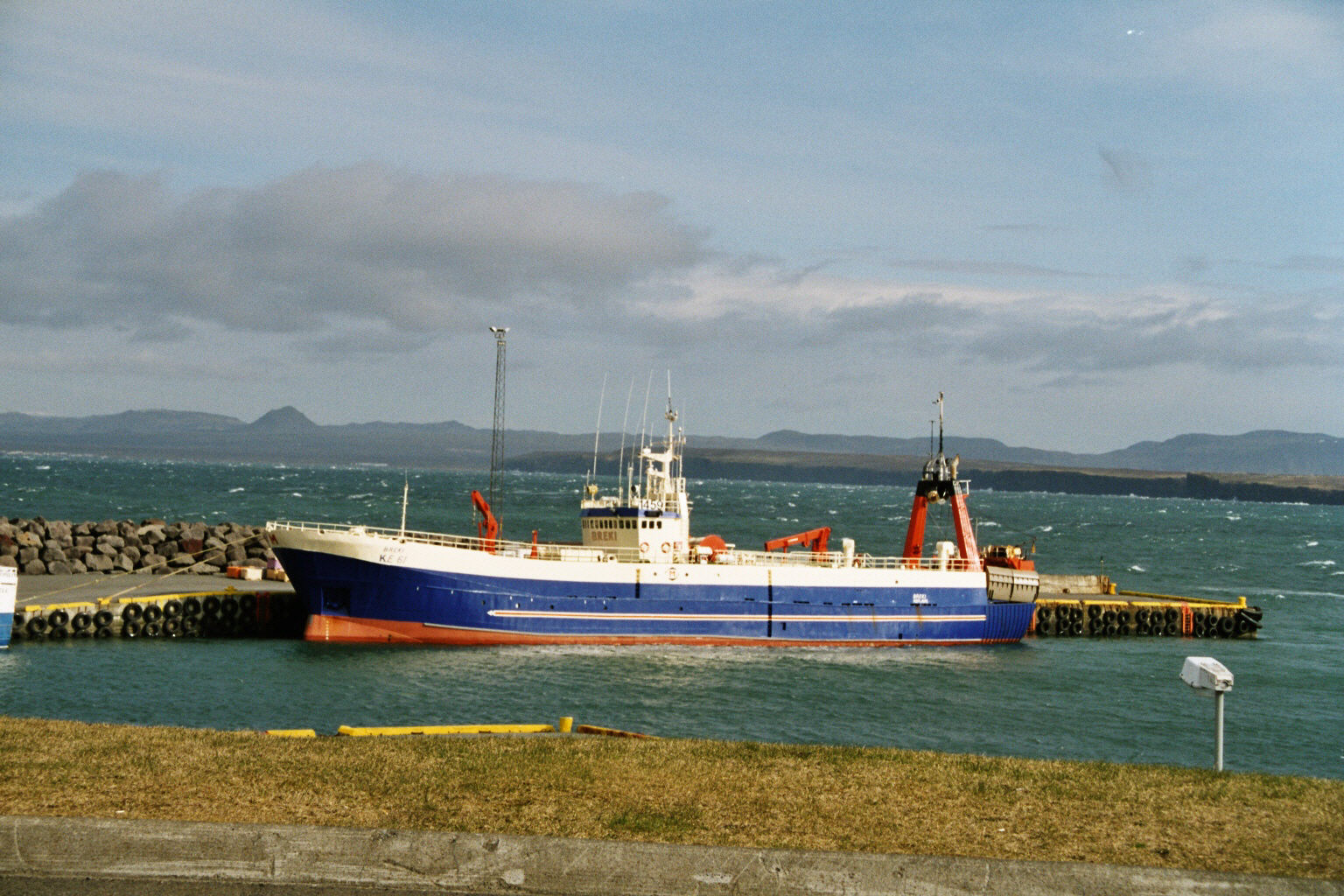
凯夫拉维克

凯夫拉维克是冰島南半岛区雷恰内斯拜尔市镇内的城镇。居民約為一萬人，该国主要航空港凯夫拉维克国际机场位于该地。

## 外部連接
维基共享资源上的相關多媒體資源：凯夫拉维克